# Нуар по-українськи
«Нуа́р по-украї́нськи» — роман українського письменника Симора Гласенка в детективному жанрі нуар та кримінальна драма. Опублікований 2017 року у видавництві «Видавництво 21». Книга потрапила до довгого переліку премії «ЛітАкцент» 2017 року.

## Презентація та промотур
Перша презентація відбулася під час  XXIV Форуму видавців у Львові 14 вересня 2017 року у Книгарні «Є» . У вересні-листопаді 2017-го року відбувся промотур роману у Дніпрі, Запоріжжі, Вінниці, Херсоні, Хмельницькому. 

## Огляд
Сюжет роману розгортається довкола зникнення 38-річної Оксани — красивої, успішної підприємиці, зразкової мами двох доньок і не надто щасливої у шлюбі дружини, слід якої губиться у Чернівцях. Наскрізна нитка роману — пристрасть, яка і творить, і руйнує все навколо. Пристрасть спонукає героїв «Нуару по-українськи» терпіти, змовчувати, зраджувати, обманювати і навіть підступно вбивати. Тому книга є динамічною, кілька сюжетних ліній розвиваються паралельно. Впродовж всієї книги роман тримає інтригу.

## Стиль
За стилем роман написано у нуарі, себто у жанрі детективу, а тому роман апелює до відчуттів, змушує читача пройнятись сюжетом, уявити все до найдрібніших деталей.

## Критика
Оглядачка Лілія Молодецька вказала, що «Нуар по-українськи» має шанси на екранізацію. На думку літературної оглядачки Мар'яни Нички «У цій кримінальній драмі кожен зможе знайти щось «своє». Та все ж головний «меседж»: усі ми створені для щастя. Навіть якщо воно триватиме одну мить». Український письменник Андрій Кокотюха вказав, що еротичні сцени роману гарно описані. Книга потрапила до переліку «5 моторошних книг, які ви прочитаєте на одному подиху» від радіо «Максимум».

### Видавництво
- «Нуар по-українськи» на сайті «Видавництва 21»

### Критика
- Молодецька Л. (24 травня 2017). Чи пишуть українські письменники те, що потрібно українським телеканалам?. Детектор медіа. Процитовано 24 грудня 2018.
- Ничка М. (13 жовтня 2017). Пристрасть, яка творить і руйнує: огляд роману «Нуар по-українськи» Симора Гласенка. Друг читача. Архів оригіналу за 16 жовтня 2017. Процитовано 24 грудня 2018.
- Кокотюха А. (22 січня 2018). «Це вибіркове правосуддя!» – Кокотюха розкритикував премію за найгірший секс. Сайт Андрія Кокотюхи. Архів оригіналу за 24 грудня 2018. Процитовано 24 грудня 2018.

### Інше
- Форум видавців 2017: чого чекати від українських видавництв (частина ІІІ). Читай.ua. 29 серпня 2017. Процитовано 24 грудня 2018.
- Не для слабаків: 5 моторошних книг, які ви прочитаєте на одному подиху. Радіо Максимум. 31 жовтня 2018. Процитовано 24 грудня 2018.
- «ЛітАкцент року – 2017»: довгий список. ЛітАкцент. 10 травня 2017. Процитовано 24 грудня 2018.
- Симор Гласенко “Нуар по-українськи”. Дідо Всевідо. 25 вересня 2019. Процитовано 24 грудня 2018.